# 라피크 하리리 경기장
라피크 하리리 경기장(아랍어: ملعب رفيق الحريري, 영어: Rafic Hariri Stadium)은 레바논 베이루트에 있는 다목적 경기장이다. 현재는 주로 네지메의 홈구장으로 사용된다.